# Reinhäuser Wald
Der Reinhäuser Wald ist ein bis 437 m hoher Höhenzug und ein Waldgebiet des Leineberglandes im Landkreis Göttingen in Südniedersachsen, Deutschland.

## Geographie
Der Reinhäuser Wald ist ein kleiner Höhenzug östlich und südlich der am Rande des Leinegrabens gelegenen namensgebenden Ortschaft Reinhausen, südlich des Göttinger Waldes und nordwestlich der Landesgrenze nach Thüringen. Die Kreisstadt Göttingen liegt etwa fünf Kilometer von seinem nordwestlichen Rand entfernt.

## Naturräumliche Zuordnung
Der Reinhäuser Wald als Teil des Niedersächsischen Berglandes wird nach Blatt 112 wie folgt zugeordnet:
- (zu 37 Weser-Leine-Bergland)
  - (zu 373 Göttingen-Northeimer Wald)
    - 373.2 Reinhäuser Wald

### Der Naturraum des Reinhäuser Waldes
Abzugrenzen ist dabei das Berg- und Waldgebiet des Reinhäuser Waldes im engeren Sinne vom Naturraum des Reinhäuser Waldes innerhalb des Göttingen-Northeimer Waldes. Der Naturraum umfasst darüber hinaus das nördlich der Garte gelegene Bergland bis zum Hengstberg bei Mackenrode und überschreitet im Südosten knapp die Landesgrenze nach Thüringen.
Eingegrenzt wird die gesamte Landschaft von folgenden Naturräumen:
- Göttinger Leinegraben im Westen
- Göttinger Wald im Nordwesten
- Nörtener Wald im äußersten Nordosten
- Unteres Eichsfeld im Osten und Südosten
- Oberer Leinegraben im Süden

## Natur
Das überwiegend bewaldete Berggebiet (Buchenmischwald mit einzelnen Nadelforsten) liegt auf einer Buntsandsteinplatte und wird im Süden und Osten von einzelnen Zeugenbergen aus Muschelkalk entlang von Störungszonen überragt. Flachere Hänge und breitere Tallagen werden auch landwirtschaftlich genutzt. Gegliedert wird die Landschaft von den rechtsseitigen Leinezuflüssen Garte, Wendebach und Schleierbach. Insbesondere der Wendebach und seine kleinen Seitentäler haben den Buntsandstein stark zertalt und eine beeindruckende Felslandschaft gebildet. Der Reinhäuser Wald ist Teil des Landschaftsschutzgebietes LSG Leinebergland, große Teile des Reinhäuser Waldes im engeren Sinne sind als FFH-Gebiet Reinhäuser Wald ausgewiesen.

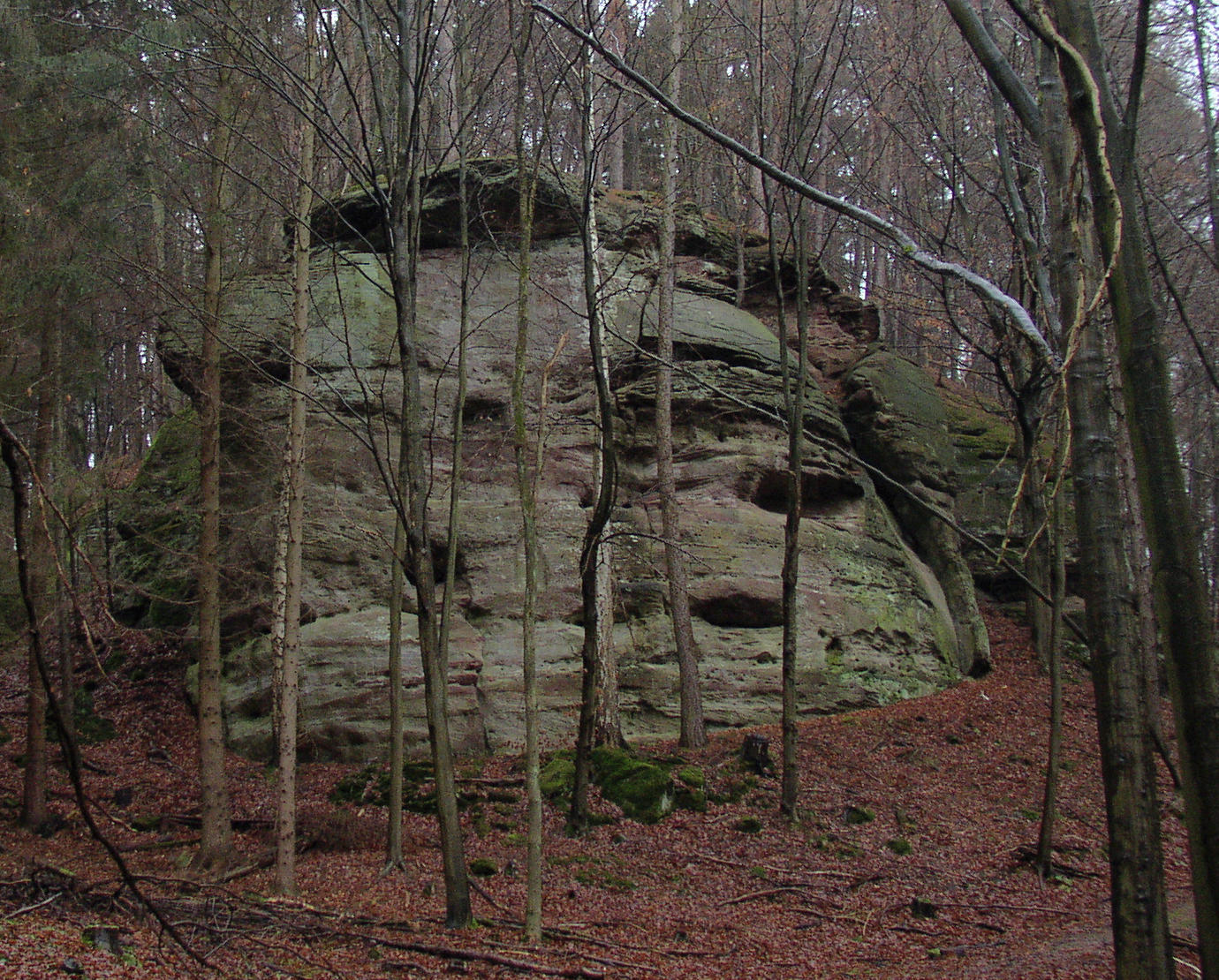
Felsen bei Appenrode
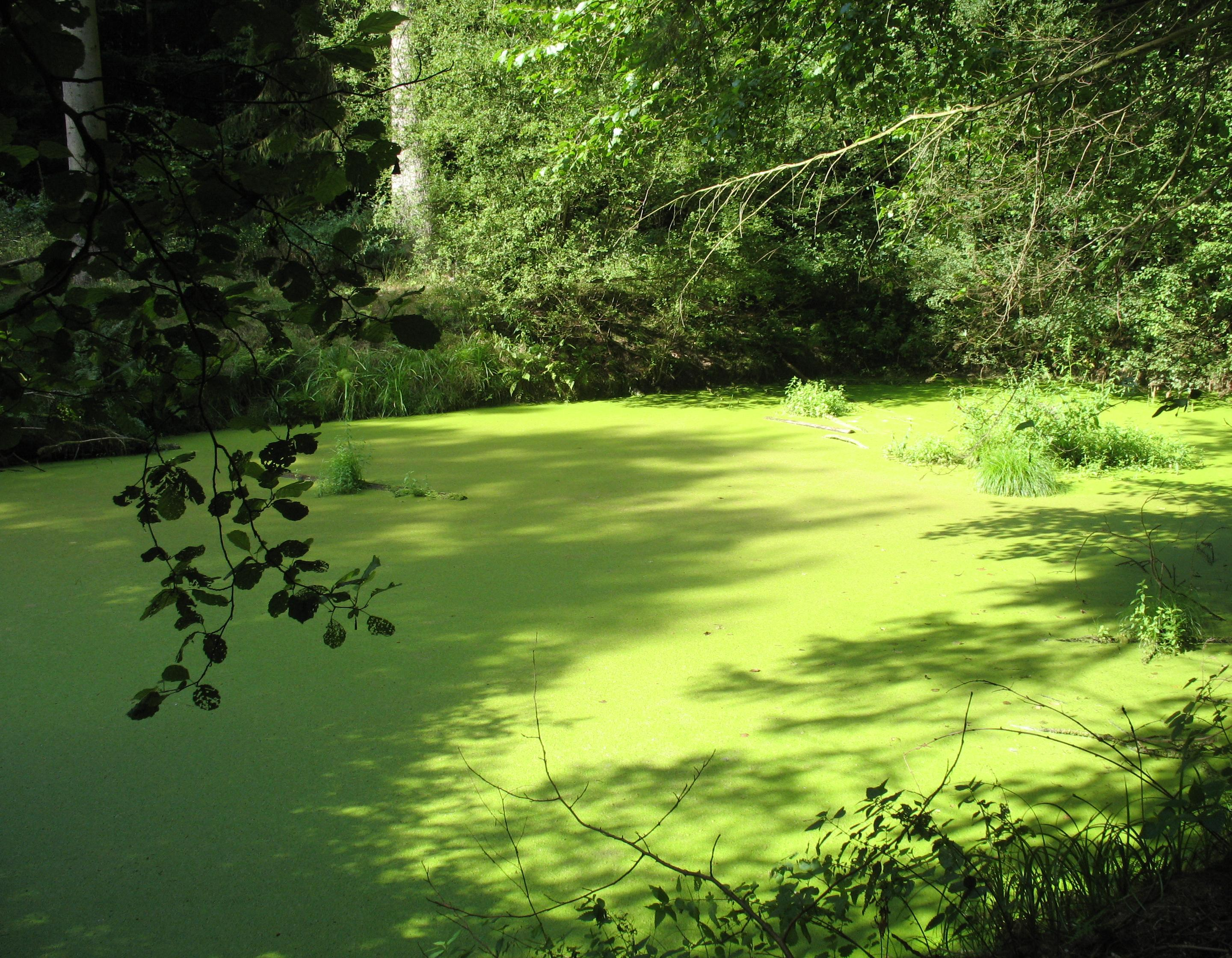
Reinbach
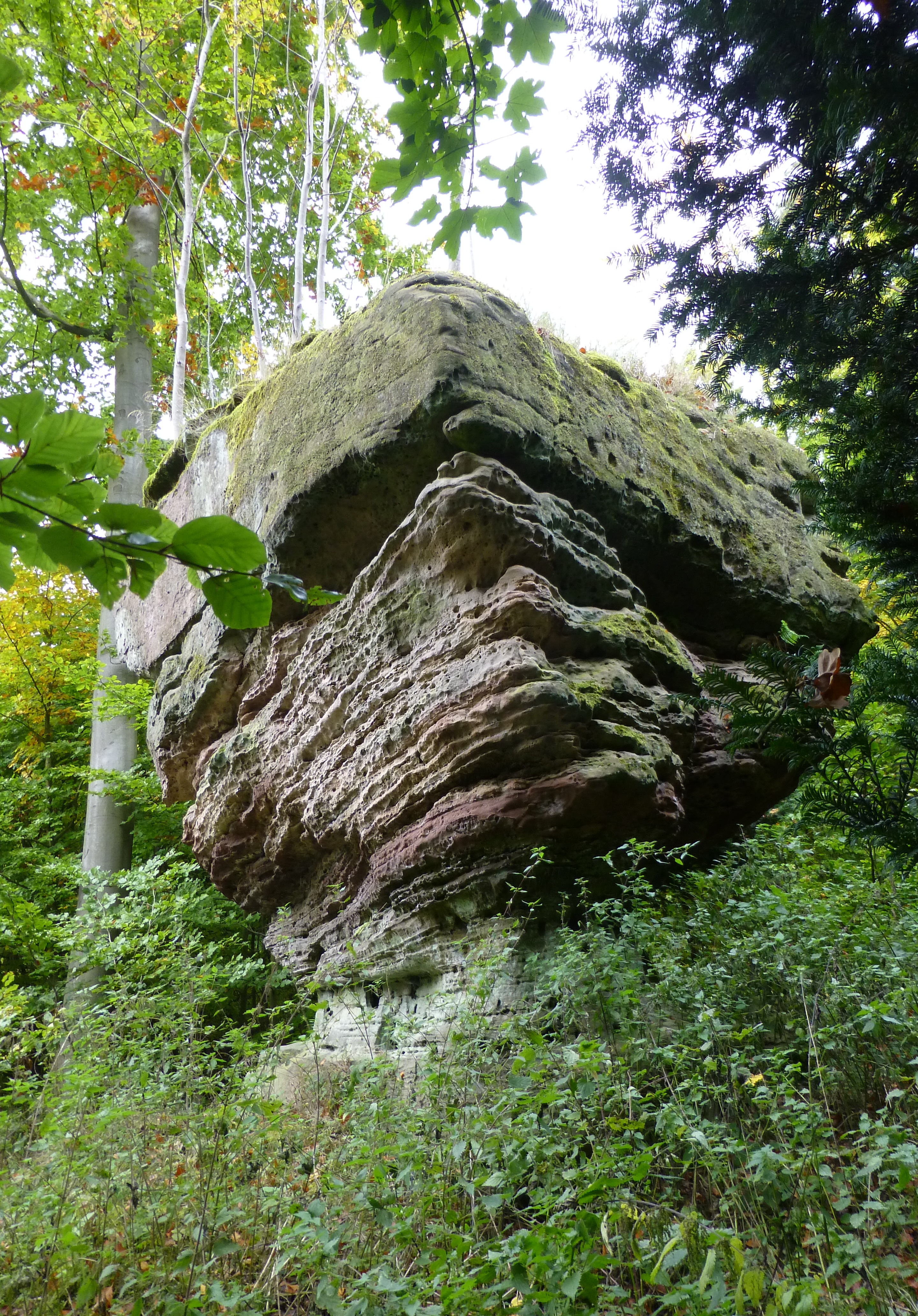
Felsen am Terkenberg

## Berge

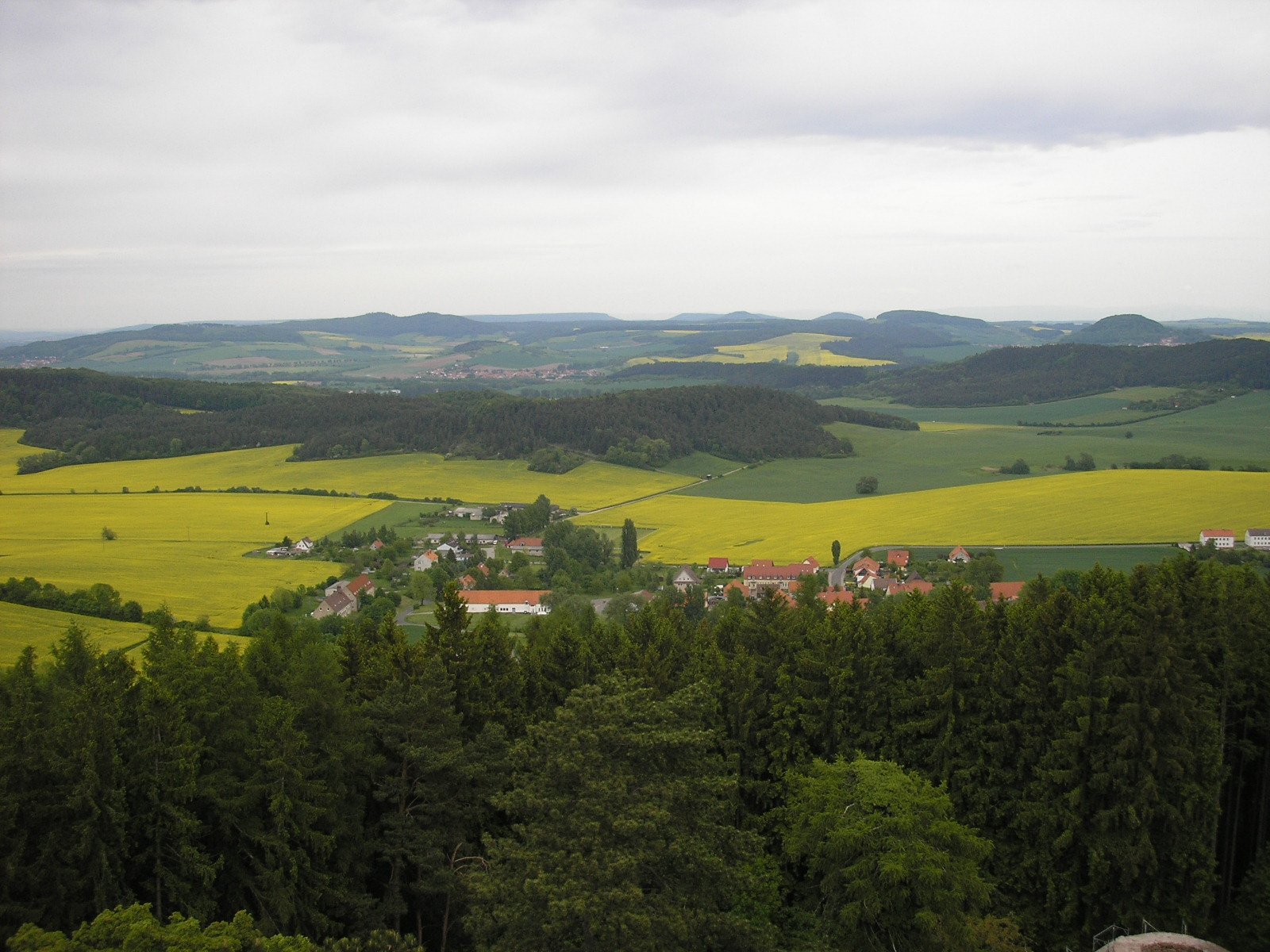
Blick von der Burg Hanstein über den Oberen Leinegraben auf den südlichen Reinhäuser Wald

Zu der Bergen des Reinhäuser Waldes im engeren Sinne gehören:
- Bocksbühl (437 m), westlich von Ludolfshausen
- Die Gleichen (ein Bergpaar mit 430 und 428 m), südwestlich von Gelliehausen
- Fritzeberg (427,0 m), westlich von Ludolfshausen
- Eschenberg (407,8 m), nördlich von Bremke
- Steinkopf (372,4 m), nördlich von Reckershausen
- Terkenberg (340,1 m), nördlich von Ludolfshausen
- namenloser Berg (321,7 m), westlich von Bremke (südöstlich vom Hurkutstein)
- Knüll (321,7 m), westlich von Bettenrode
- Speerberg (320,1 m), östlich von Ballenhausen

Zu weiteren Bergen des Naturraumes Reinhäuser Wald gehören:
- Rohrberg (415,4 m), westlich von Rohrberg, Landkreis Eichsfeld
- Hengstberg (415 m), südlich von Mackenrode
- Rusteberg (397,6 m), nördlich von Marth, Landkreis Eichsfeld
- Kronenberg (385 m), westlich von Sattenhausen
- Heidkopf (353,8 m), nördlich von Rustenfelde, Grenzbereich der Landreise Eichsfeld und Göttingen
- Kahlberg (315,5 m), südöstlich von Groß Lengden

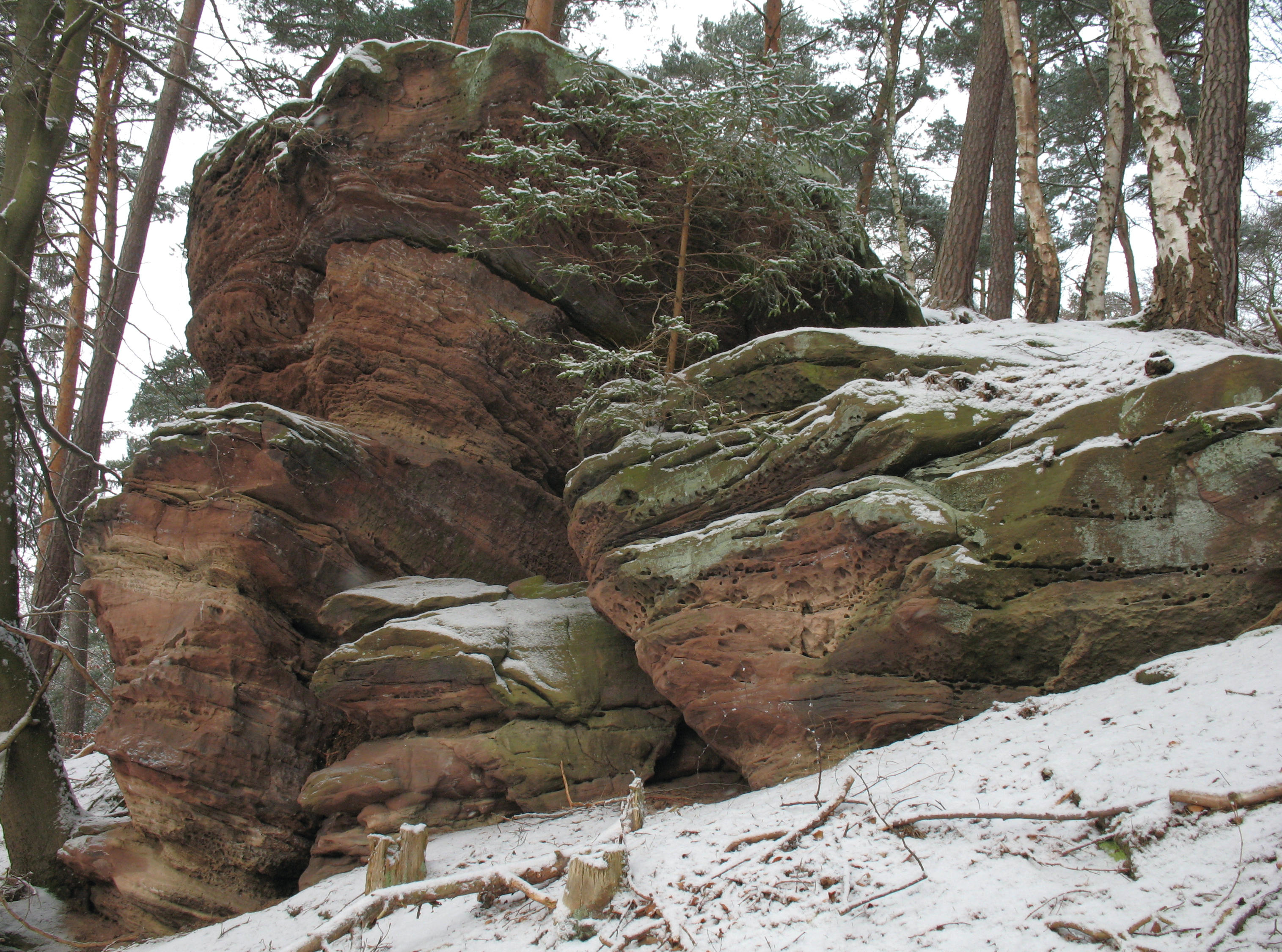
Jägersteine

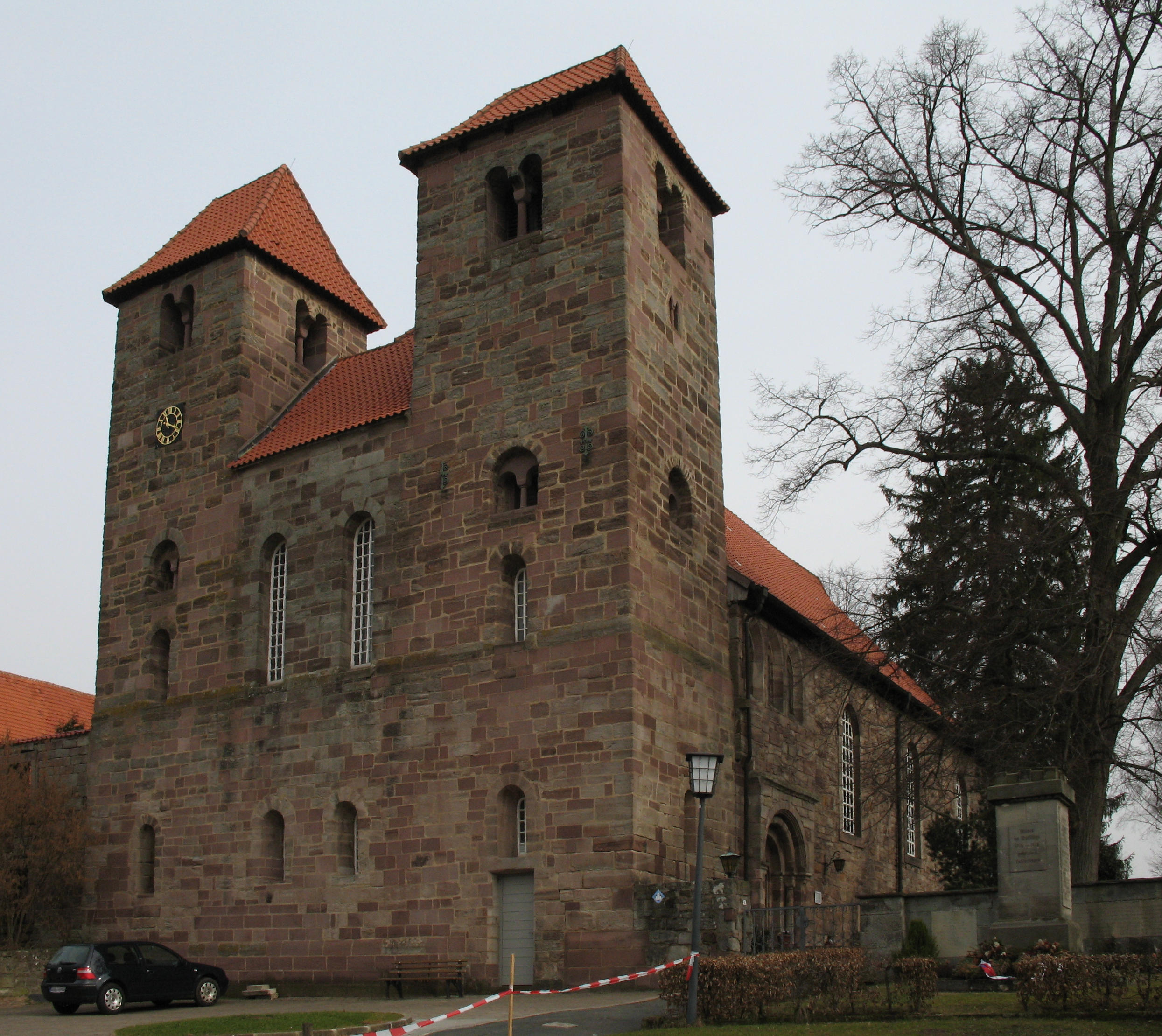
Ehemalige Klosterkirche in Reinhausen

## Sehenswürdigkeiten
Die Region des Reinhäuser Waldes ist ein interessantes Wandergebiet und mit seinen Sandsteinfelsformationen auch ein bedeutendes Klettergebiet (Ischeröder Schweiz). Zu den Sehenswürdigkeiten zählen:
- Felsformationen mit dem Hurkutstein und Jägerstein
- Waldbühne bei Bremke
- ehemalige Klosterkirche in Reinhausen
- Burgruine auf dem Alten Gleichen
- Burgruine Bodenhausen bei Ballenhausen
- Sandsteinbogenbrücke in Ludolfshausen
- Historische Spinnerei Gartetal bei Klein Lengden